# Веселин Калановски
Веселин Йорданов Калановски е български актьор и политик.

## Биография
Веселин Калановски е роден на 14 януари 1957 година в София. Завършва основно образование в 129 у-ще – София. Средно образование – Техникум по енергетика.
Редовна военна служба в гр. Сливен (1976 – 78 г.). Работи по разпределение в ТЕЦ София Изток (1978 – 79 г.) и във ВАТ при Министерство на съобщенията (1979 – 80 г.). През 1980 – 81 г. е стажант-актьор в Д.Т. „Антон Страшимиров“ – Разград. От 1981 до 1985 г. следва актьорско майсторство за драматичен театър във ВИТИЗ „Кръстьо Сарафов“ в класа на професор Енчо Халачев, с асистенти проф. Снежина Танковска и Илия Добрев.
Работи като актьор на щат в Благоевград (1985 – 88), Шумен (1988), СЛТ „Възраждане“ – гр. София (1988 – 1991), Държавен пътуващ театър (1994). От 1991 г. е актьор на свободна практика и член на трупата на частния Свободен театър. 
Съосновател и Председател на УС на „Свободен театър“ (1991 – 2001 г.). Член на Комисията за субсидии за театрални проекти към МК през 1996 – 1998 г. Заместник-председател и член на Управителния съвет на сдружение „АртистАутор“ от 2011 г.

## Кариера

### В театъра
Част от заглавията с неговото участие са: Левски в „Тайната вечеря на Дякона Левски“, реж. Асен Шопов – Драматичен театър „Н. Й. Вапцаров“ Благоевград и Театър „Българска армия“; Креон в „Едип цар“ и „Антигона“, реж. Ставри Карамфилов – Благоевградски театър; Маяковски в „Барабан за екзекуция“, реж Ан. Калудов – Студиен литературен театър „Възраждане“; Амнон в „Йонадав“, реж. Бойко Богданов – СЛТ „Възраждане“; Епископ Методий във „Вавилонската кула“, реж. Елена Цикова – Театър „Сълза и смях“; Севастократор Калоян в "Очите, лятна утрин", реж. Ан. Калудов -  СЛТ „Възраждане“; Хъмбарт Хъмбарт в „Лолита“, реж. проф. Енчо Халачев – Благоевградски театър и Свободен театър; "Куклен дом" по Ибсен, реж. Маргарит Минков - Свободен театър; Василий в „Процесът против богомилите“, реж. Асен Шопов – театър София; Христофоров във „В полите на Витоша“, реж. Петър Будевски – Свободен театър; "Хенрих IV" (Пирандело), реж. проф. Гриша Островски - Свободен театър; Сър Тоби в „Дванадесета нощ“, реж. Петър Будевски – Свободен театър; Матиас в „Моята скъпа лейди“, реж. Снежина Танковска – „Сатиричен театър“ и театър „Галерия“; търговец и клоун в "Безпаричие" (Тургенев), реж. Петър Будевски - Свободен театър; Професорът в "Олеана", реж. Петър Будевски - Свободен театър; „Амадеус“ и „Антихрист“ в Нов Театър НДК, реж. Бойко Илиев; Патрик в „Иначе казано“, реж. Владо Петков – Младежки театър; Браян в „1984“ по Оруел, реж. Бойко Илиев - ДТ Разград и Нов театър НДК;  „Николай Бинев“; Данко Хаирсъзина в "Bai Ganio", реж. Петър Кауков – Младежки театър „Николай Бинев“; Шабелски в "Иванов", реж. Стефан Мавродиев - Младежки театър „Николай Бинев“; Тасо в "Язовецът", реж. Бойко Илиев - Нов театър НДК и др. 

### В киното и телевизията
- Водещ на предаванията „На този ден“ (2002 – 2003), „Щастливата шестица“ (2005), „Това е цената“ (2014 – 2015)
- Телевизионни сериали: Джими в „Хотел България“ – Нова телевизия (2004), Боян в „Людмил и Руслана“ – БНТ (2008), Капитана в „Домашен арест“ – bTV (2012 – 2013),Нотариус в Столичани в повече (2017) Цветан Конов в „Скъпи наследници“ – bTV (2018), ген. Давидов в "Братя" (4 и 5 сезон) - Нова Телевизия (2022 г.), Харизанов във "Вина" - БНТ (2022 г.), Бочев в "Клетката" (1 и 2 сезон) - Нова телевизия (2023 - 24 г.), Харизанов във "Вина - 2" - БНТ (2024 г.).
- Филми: „Убийства“ (1987), „Пролетна песен“ (1988), „Ад“ (2001), „Грешници“ (2012) Бензин (2017) и др.

### В дублажа
Калановски се занимава с озвучаване от 1984 г. Участва във войсоувър и нахсинхронните дублажи на БНТ, bTV, Нова телевизия, Александра Аудио, Арс Диджитал Студио и Доли Медия Студио.
| Актьор                 | Заглавия | Роли                             |
| ---------------------- | --- | -------------------------------- |
| Алек Гинес             | Междузвездни войни: Епизод IV - Нова надежда (дублаж на Александра Аудио) Междузвездни войни: Епизод V - Империята отвръща на удара (дублаж на Александра Аудио) Междузвездни войни: Епизод VI - Завръщането на джедаите (дублаж на Александра Аудио) | Оби-Уан Кеноби                   |
| Алфред Молина          | Университет за таласъми DC Лигата на супер-любимците | Професор Найт Джор-Ел            |
| Анди Съркис            | Междузвездни войни: Епизод VII - Силата се пробужда Междузвездни войни: Епизод VIII - Последните джедаи | Сноук                            |
| Брайън Кранстън        | Мадагаскар 3 Кунг-фу панда 3 (дублаж на Александра Аудио) Кунг-фу панда 4 | Витали Ли                        |
| Денис Хейсбърт         | Синбад: Легендата за седемте морета (дублаж на Александра Аудио) Кунг-фу панда 2 (дублаж на Александра Аудио) | Кейл Учителят Носорог            |
| Джон Гудмън            | Паранорман (дублаж на Александра Аудио) Ратчет и Кланк | Г-н Прендъргаст Гримрот Раз      |
| Кевин Майкъл Ричардсън | Кръстници вълшебници (в трети сезон на Александра Аудио) Гръмотевичните котки (до 21 епизод) | Дарк Лейзър Пантро               |
| Нейтън Филиън          | Пазители на Галактиката (дублаж на студио Доли) Тайните на Гравити Фолс Колите 3 | Затворник Г-н Нортуест Стърлинг  |
| Пат Хингъл             | Милионите на Брустър Батман и Робин (дублаж на студио Доли) | Едуард Раундфийлд Комисар Гордън |
| Самюъл Джаксън         | Железният човек Железният човек 2 | Ник Фюри                         |
| Тим Рот                | Планетата на маймуните Излъжи ме (без втори сезон) | Тейд Д-р Кал Лайтман             |

#### Анимационни сериали (войсоувър дублаж)
- „Батман: Анимационният сериал“

#### Анимационни сериали (нахсинхронен дублаж)
- „Батман: Смели и дръзки“ (във втори сезон), 2011
- „Бен 10“ (дублаж на Александра Аудио), 2009
- „Бен 10: Извънземна сила“, 2009 – 2010
- „Бен 10: Ултра-извънземен“, 2011
- „Бен 10: Омнивърс“, 2012
- „Планетянчетата“, 2005
- „Самурай Джак“ (дублаж на студио 1+1), 2009
- „Тайните на Гравити Фолс“ – Чичо Форд, Г-н Нортуест, агент Пауърс

#### Игрални сериали
- „Безследно изчезнали“ (дублаж на Арс Диджитал Студио)
- „Бъфи, убийцата на вампири“ (от първи до шести сезон)
- „Наричана още“ (в пети сезон)
- „Старгейт“ (дублаж на Нова телевизия)
- „Терминатор: Хрониките на Сара Конър“

#### Анимационни филми
- „Астерикс: Тайната на вълшебната отвара“, 2018
- „Барби ученичка в академия за принцеси“, 2011
- „Великото пътешествие“
- „Колите 3“ – Стърлинг, 2017
- „Кунг-фу панда 2“ (дублаж на Александра Аудио) – Учителят Носорог, 2011
- „Ледена епоха“ – Сото, 2003
- „Приключението на мумиите“ – Фараона, 2023
- „Рапунцел и разбойникът“ – Пиян разбойник, 2010
- „Роботи“ – Мадам Гаскет, 2005
- „Синбад: Легендата за седемте морета“ (дублаж на Александра Аудио) – Кейл, 2003
- „Спирит“ – Мърфи/Други гласове, 2003
- „Шрек“ (дублаж на Александра Аудио) – Лорд Фаркуод, 2002
- „Университет за таласъми“ – Професор Найт, 2013

#### Игрални филми (войсоувър дублаж)
- „Кралят на скорпионите“ (дублаж на Арс Диджитал Студио), 2009
- „Дежа вю“ (дублаж на Арс Диджитал Студио), 2009
- „Мисис Даутфайър“ (дублаж на bTV), 2011
- „Планетата на маймуните“, 2013
- „Смъртоносно оръжие 3“ (първи дублаж на БНТ), 2000
- „Топ Гън“ (дублаж на Арс Диджитал Студио), 2010
- „Хрониките на Спайдъруик“, 2010

#### Игрални филми (нахсинхронен дублаж)
- „Rogue One: История от Междузвездни войни“, 2018
- „Гарфилд 2“ – Лорд Дарджис, 2006
- „Добрият великан“
- „Книга за джунглата“ – Багира, 2016
- „Мулан“ – Императорът, 2020
- „Соло: История от Междузвездни войни“, 2018

## Политика
През 2017 г. Калановски е сред учредителите на ПД „Да, България“ и е водач на кандидат-депутатските листи в Благоевград и Враца. Член е на Изпълнителния съвет и на Националния съвет на „Да, България“ от 2017 г. до 2022 г.. Избран е за общински съветник в Столичния общински съвет от групата на "Демократична България" през 2019 и 2023 година. На парламентарните избори през април, юли, ноември 2021 г. и ноември 2022 г. е водач на листата на "Демократична България" в 31 МИР – Ямбол. От 2022 г. е член на Националния съвет на ПД „Да, България“.

## Родословие
По бащина линия родът му произхожда от село Косинец, Костурско (днес в Гърция). Дядо му Трендафил Калановски, се преселва в София след Междусъюзническата война през 1913 година и развива успешна търговска дейност. Сключва брак с Ристена (Христина) Димова от София, с която имат две деца (Милка и Йордан). Умира през 1963 година в София. По майчина линия е от род на тракийски преселници. Дядо му Иван Кълбов, родом от село Дерекьой, Лозенградско (днес в Турция), взема дейно участие в националноосвободителните борби на българите в Македония и Одринско и влиза във ВМОРО. Участва в Илинденско-Преображенското въстание с четата на Иван Варналиев в Одринско и като подвойвода в четата на войводата Стоян Камилски. По време на въстанието е член на Главното ръководно боево тяло. След разгрома на въстанието се преселва в София. С жена му Мария имат един син (починал след раждането) и четири дъщери - Анна, Надежда, Станка и Владимира. Умира през 1947 година в София.
Баща му, Йордан Трендафилов Николов – Калановски (1929 – 1985) е инженер-химик и фармацевт, носител на Държавна награда по химия, автор и участник в десетки лекарствени патента. Майка му Владимира Иванова Кълбова (1930 – 1976) е икономистка.

## Личен живот
Женил се е два пъти и има четири деца – три дъщери (Владимира, Анна и София) и един син (Йордан).